# Рогозин, Олег Константинович
Оле́г Константи́нович Рого́зин (31 октября 1929, Москва, СССР — 24 марта 2010, Москва, Россия) — советский организатор оборонной промышленности. Генерал-лейтенант, заместитель начальника службы вооружений Министерства обороны СССР.  Отец российского политика Дмитрия Рогозина.

## Биография
Родился 31 октября 1929 года в Москве. Мать — Наталья Борисовна Миткевич-Жолток. Отец — Константин Павлович Рогозин (из раскулаченных крестьян Иваново-Вознесенской губернии). В январе 1944 — ноябре 1946 — слесарь-механик завода № 339 НКАП (г. Москва), в ноябре 1946 — декабре 1948 — механик в Институте автоматики при ВСНИТО.
В армии с января 1949 года. В декабре 1951 года окончил 1-е Чкаловское военное авиационное училище лётчиков и до августа 1954 года служил в нём лётчиком-инструктором.
В августе 1959 года окончил Военно-воздушную инженерную академию имени Н. Е. Жуковского. Работал в центральном аппарате Министерства обороны СССР. В 1971 году Олег Константинович был назначен заместителем начальника отдела опытного строительства и серийных заказов центрального аппарата Военно-воздушных сил. В 1974 году О.К.Рогозин назначается первым заместителем начальника Управления опытного строительства и серийных заказов Военно-воздушных сил, ответственным за организацию новых разработок авиационной техники и контроль за ходом их выполнения. С 1975 года по 1982 год – начальник этого управления.
С 1982 по 1990 год он – начальник Управления перспективных исследований и программ вооружения, заместитель начальника вооружения Министерства обороны СССР. В 1984 году О. К.Рогозин назначается также председателем Межведомственного научно-координационного Совета при Государственной комиссии Совета министров СССР по военно-промышленным вопросам (ВПК). 
В 1991—1992 годах работал в Центре международных и стратегических исследований «РАУ-Корпорации» Алексея Подберёзкина.
В сентябре 2005 года возглавил список кандидатов в депутаты Законодательного собрания Ивановской области от партии «Родина». Однако в интервью Рогозин отметил, что «всегда был и остаётся коммунистом». На выборах 4 декабря 2005 года «Родина» получила 10,5 %. Сам Олег Рогозин отказался от депутатского мандата.
Скончался 24 марта 2010 года в Москве, на 81-м году жизни после тяжёлой и продолжительной болезни. Похоронен на Пятницком кладбище в Москве.

## Семья
- Дочь — Филиппова (Рогозина) Татьяна Олеговна (род. 1953), авиационный инженер, доктор экономических наук, жена авиаконструктора Виктора Ливанова.
- Сын — Рогозин, Дмитрий Олегович (род. 1963), российский политик и государственный деятель.

## Награды и премии
- 1976 — орден Трудового Красного Знамени[4]
- 1981 — орден Октябрьской Революции[5]
- 1983 — Государственная премия СССР[6]
- 1988 — орден «За службу Родине в Вооружённых Силах СССР» 3-й степени[7].

18 медалей[уточнить], 3 ордена и 8 медалей[уточнить] стран-участниц Варшавского договора
Лауреат Золотой медали имени генерального конструктора ракетно-космической техники академика В. Ф. Уткина в номинации «За вклад в развитие экономики и укрепление обороноспособности страны» (2004).